# زلیزنه
شهر زلیزنه (به اوکراینی: Залізне) در استان دونتسک در کشور اوکراین واقع شده‌است. جمعیت این شهر ۶,۷۲۵ نفر (۲۰۲۱ تخمینی) است.

## نگارخانه

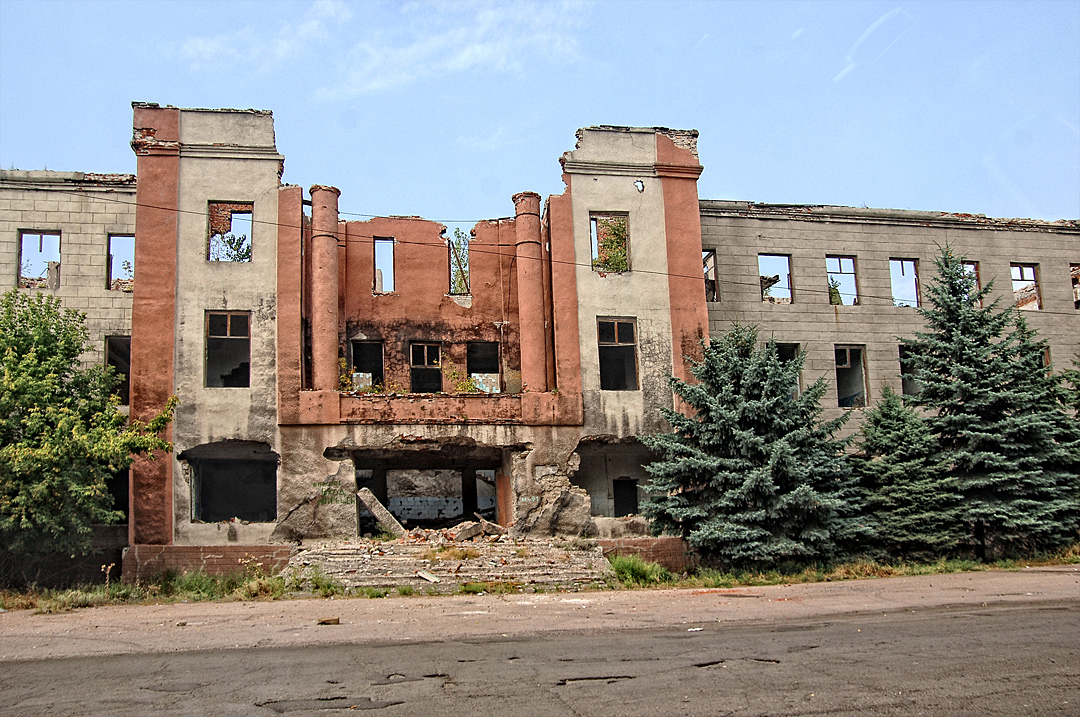
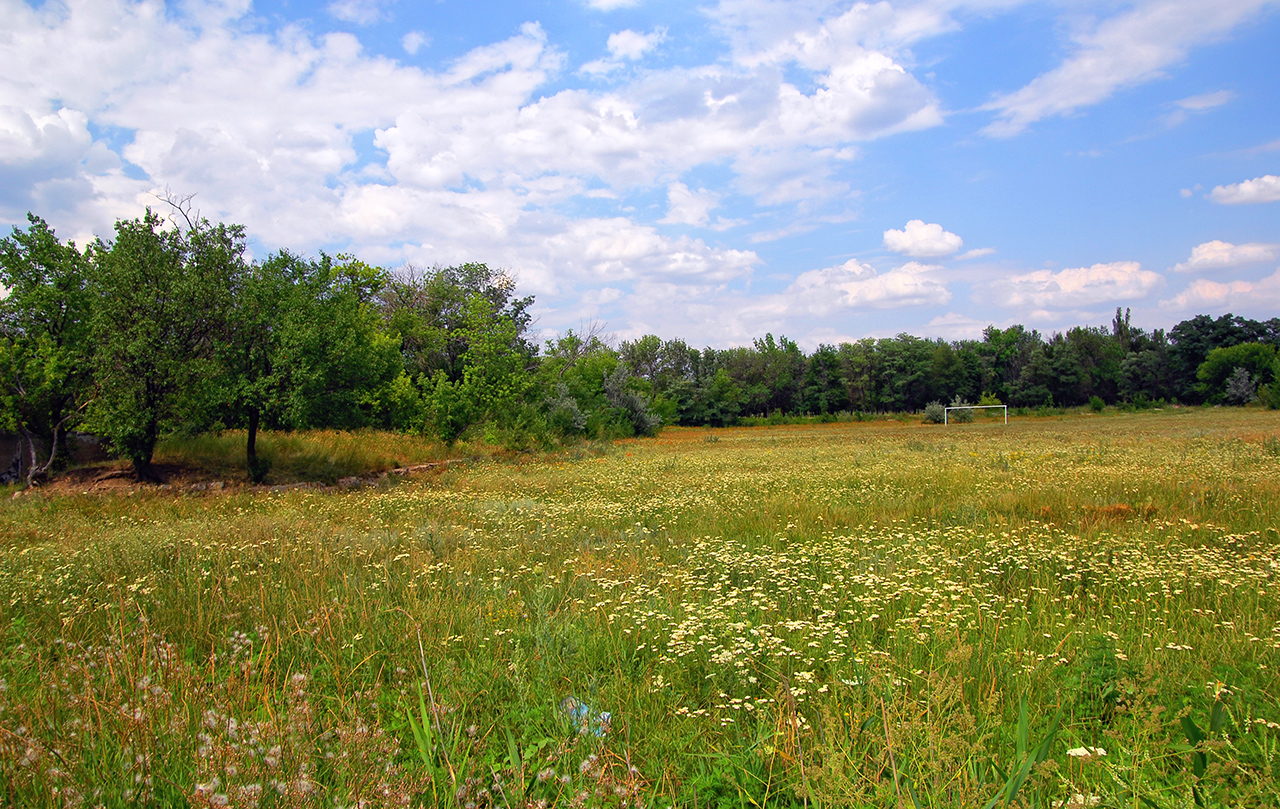